# 上野克彦
上野 克彦（うえの かつひこ）は、日本のボディビル選手。
1995年、ミスター東京クラス別（体重別）75キロ超級に念願の初優勝を皮切りに、ミスター東京、全日本クラス別（体重別）80キロ級、ミスター東日本大会、全日本社会人大会において、すべての大会に優勝という偉業を達成し、前人未到の年間５冠タイトル制覇の日本記録を樹立する。初の日本代表として出場したアジア大会においては、アジア中国大会80キロ級準優勝、銀メダル獲得。
1996年、ミスター関東に優勝し、さらにはジャパンオープン初出場初優勝の快挙により日本チャンピオンの称号を獲得した。
1997年、全日本クラス別（体重別）85キロ級優勝により、全日本クラス別（体重別）２階級制覇。
その年にアジア韓国大会3位、銅メダル獲得。
体脂肪がまったくないと言ってもいい程のその身体には、縦横無尽に筋繊維のストリエーションが走り、その様は「バリバリ伝説」と評され、ボディビル界の一時代を築いた。
なお、1995年の年間５冠タイトル制覇の日本記録は未だに更新されておらず、今後も破られることのないであろう不滅の記録と言われている。